# Sōta Fukushi
Sōta Fukushi (福士 蒼汰, Fukushi Sōta), né le 30 mai 1993 à Tokyo, est un acteur et mannequin japonais.

## Biographie
Sōta Fukushi est repéré par Ken-On en 2010, à 17 ans. Il rejoint l'agence le 21 septembre de la même année. En janvier 2011, il fait ses débuts en tant qu'acteur dans un drama de NTV, Misaki Number One!!.
Trois mois après ses débuts, il auditionne pour le personnage principal de Kamen Rider Fourze et est choisi parmi 3 000 candidats. Sa participation à ce Tokusatsu emblématique le révèle auprès du grand public. Il incarne le rôle de 2011 à 2012, dans la série télévisée et plusieurs longs métrages.
Cette célébrité naissante est renforcée par Amachan : diffusé en 2013, le drama enregistre des audiences élevées et contribue à renforcer sa popularité. La même année, il figure dans les films Library Wars et Enoshima Prism. Il est élu Personnalité la plus populaire de 2013 par le magazine mensuel Nikkei Trendy. Sa notoriété le fait également figurer en tête du Classement des acteurs ayant émergés en 2014 établi par Oricon, devant Hidetoshi Nishijima, Takumi Saitō ou encore Kento Yamazaki.
En 2014, Fukushi joue dans le long métrage romantique Say "I Love You" aux côtés de Haruna Kawaguchi. Le film est diffusé au cinéma le 12 juillet 2014 et s'avère un succès : lors de ses deux premières semaines d'exploitation, il rassemble environ 500 000 spectateurs. Le comédien s'illustre ensuite dans le film d'horreur surnaturel Kamisama no iu tōri, réalisé par le célèbre et controversé Takashi Miike. A cette occasion, en octobre 2014, il est invité au 9e Festival international du film de Rome. 2014 est couronné par un premier prix prestigieux : l'Élan d'or de la révélation de l'année.
Courant 2015, pour ses performances dans Say "I Love You", In the Hero et Kamisama no iu tōri, il décroche le prix de Révélation de l'année à la 38e Cérémonie du Japan Academy Film.
En 2017, il retrouve Takashi Miike pour Blade of the Immortal, une production s'illustrant dans le jidai-geki. Il renoue également avec le personnage de Gentaro Kiseragi dans Kamen Rider Heisei Generations Final: Build & Ex-Aid with Legend Rider ; le long métrage marque ses retrouvailles avec le personnage, qu'il n'avait pas interprété depuis 5 ans.
2018 signe sa troisième collaboration avec Takashi Miike pour Laplace's Witch. Cette même année, il campe Ichigo Kurosaki dans Bleach, une adaptation cinématographique en live action du manga culte éponyme. Toujours en 2018, il joue dans une autre adaptation, The Travelling Cat Chronicles, tirée du best-seller d'Hiro Arikawa et réalisée par Kōichirō Miki. Ce road movie dramatique sort en salle le 26 octobre.
Courant 2019, pour ses performances dans Bleach et Laughing Under the Clouds, il remporte deux récompenses lors de la 7e Cérémonie des Japan Action : celle de Meilleur acteur dans un film d'action et le Prix d'excellence,.
En 2020, il interprète Kōsuke Takakura dans Kaiji: Final Game, dernier opus de la trilogie Kaijiportée par Tatsuya Fujiwara.
En février 2021, Fukushi décroche le rôle principal, celui du docteur Ichito Kurihara, dans la série médicale In His Chart.
En 2022, il rejoint la distribution de Hoshi Kara Kita Anata, le remake japonais du phénomène sud-coréen My Love from the Star. Il y incarne le protagoniste Mitsuru Higashiyama, un séduisant extraterrestre vivant secrètement sur Terre. Cette production originale Amazon est disponible en exclusivité sur Prime Video à compter du 23 février 2022.
L'année suivante, Fukushi intègre son premier projet international via la série originale de Hulu, The Head, pour lequel il s'exprime en anglais. Il se rend en Espagne pour le tournage. Il y interprète un ingénieur informatique, Yuto Nakamura.
En 2024, Fukushi fait son retour au cinéma dans The Women in the Lakes, où il campe le détective Keisuke Hamanaka. Le film, adapté du roman de Shūichi Yoshida, comporte une distribution prestigieuse rassemblant Marika Matsumoto, Momoko Fukuchi et Tadanobu Asano. 
Le 27 juin 2024, il confirme sa participation au drama sud-coréen Can This Love Be Translated?. Créée par les Sœurs Hong, la série est attendue pour 2025 sur Netflix.

## Filmographie

### Télévision

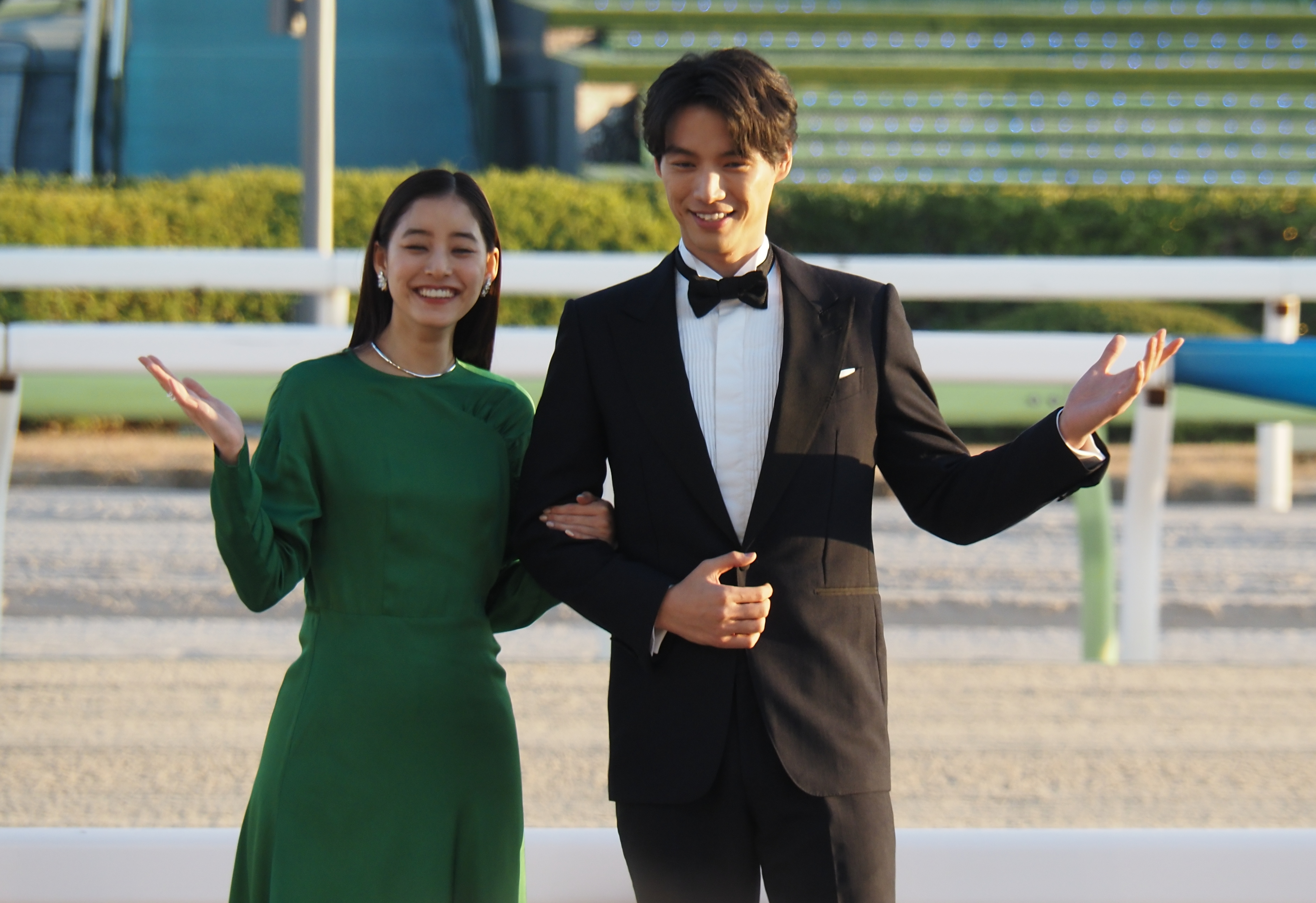
Avec Yūko Araki, également comédienne de la franchise Kamen Rider.

| Année(s)    | Titre                             | Rôle                                  | Note(s)                       |
| ----------- | --------------------------------- | ------------------------------------- | ----------------------------- |
| 2011        | Misaki Number One!!               | Sōta Murano                           |                               |
| 2011        | Shima Shima                       | Shuji Makomo                          |                               |
| 2011        | Umareru                           | Yuya Yamanaka                         |                               |
| 2011 - 2012 | Kamen Rider Fourze                | Gentaro Kisaragi / Kamen Rider Fourze | Rôle principal                |
| 2013        | Amachan                           | Kōichi Taneichi                       | Asadora                       |
| 2013        | Starman・Love in Earth            | Hoshio (Tatsuya)                      |                               |
| 2013        | About First Marriage Proposal     | Le coursier à moto                    | Mini série                    |
| 2013        | A Clinic on the Sea               | Noboru Misaki                         |                               |
| 2014        | Trick New Special 3               | Akira Mizukami                        |                               |
| 2014        | Baseball Braniacs                 | Kimiyasu Akaiwa                       |                               |
| 2014        | I'm Taking the Day Off            | Yūto Tanokura                         |                               |
| 2015        | Koinaka: Best Friends in Love     | Aoi Miura                             | Rôle principal                |
| 2016        | Goodbye Ghosts!                   | Madoka Tsutsumi                       | Rôle principal                |
| 2016        | Montage                           | Yamato Narumi                         | Rôle principal ; mini-série   |
| 2017        | My Lover's Secret                 | Rei Okumori                           | Rôle principal                |
| 2019        | Heaven?: My Restaurant, My Life   | Kan Iga                               |                               |
| 2019        | Marigold in 4 Minutes             | Mikoto Hanamaki                       | Rôle principal                |
| 2020        | Diver: Special Investigation Unit | Kurosawa Hyougo                       | Rôle principal                |
| 2020 - 2021 | Meiji Kaika: Shinjuro Tanteicho   | Shinjuro Yuki                         | Rôle principal                |
| 2021        | In His Chart                      | Ichito Kurihara                       | Rôle principal ; mini-série   |
| 2021        | Avalanche                         | Eisuke Saijo                          |                               |
| 2022        | Hoshi Kara Kita Anata             | Mitsuru Higashiyama                   | Rôle principal                |
| 2023        | Ōoku                              | Madenokōji Arikoto                    |                               |
| 2023        | NoMAD Workout                     | Fuku                                  |                               |
| 2023        | Attorney Sodom                    | Wataru Odagiri                        |                               |
| 2023        | The Head                          | Yuto Nakamura                         | Saison 2                      |
| 2024        | Loveless Lovers                   | Masakazu Kume                         |                               |
| A venir     | Can This Love Be Translated ?     | ?                                     | Rôle principal ; drama coréen |

### Cinéma

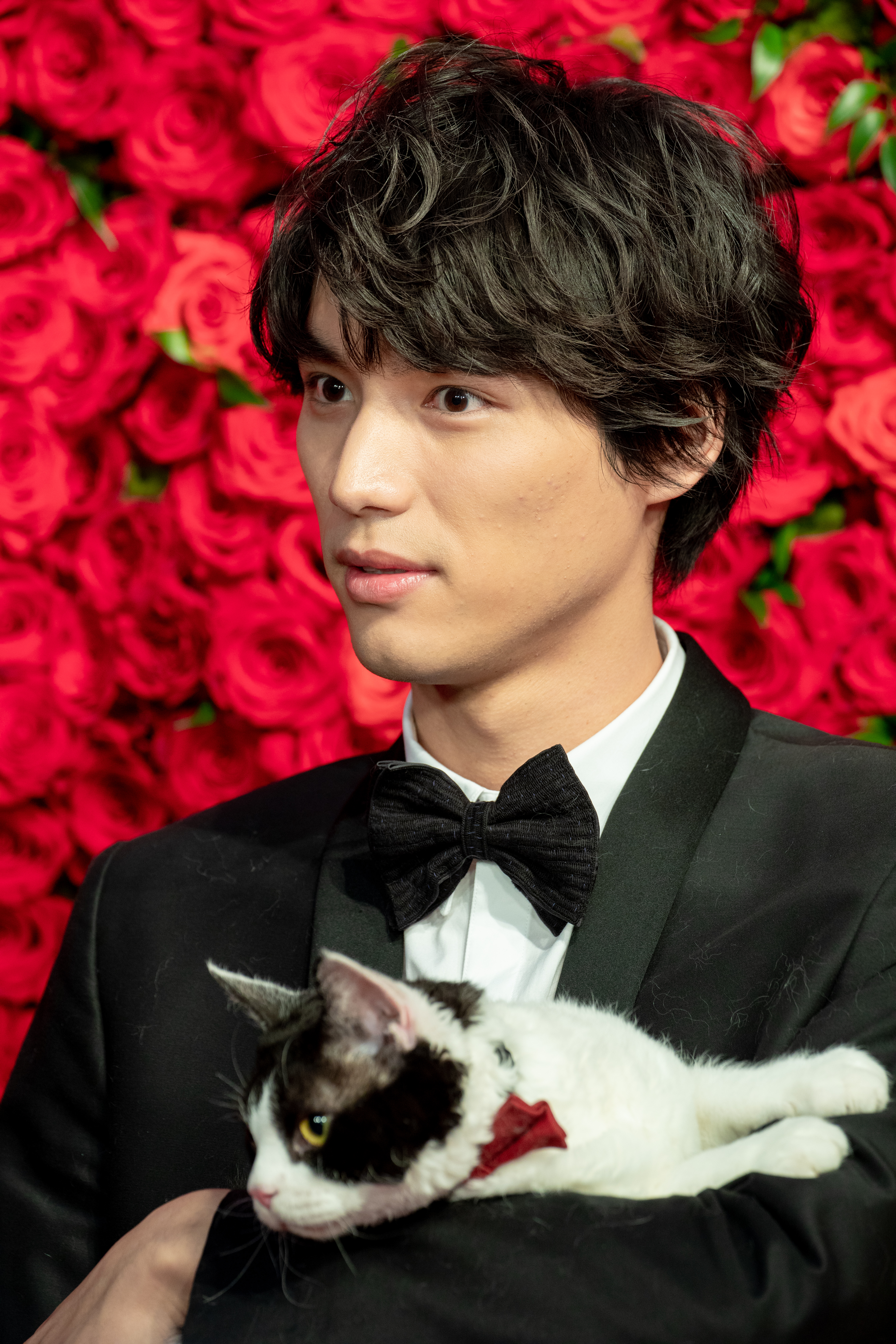
Sōta Fukushi et le chat Tom lors de la présentation de The Travelling Cat Chronicles au Festival international du film de Tokyo, en 2018.

| Année | Titre                                                                  | Rôle                                  | Note(s)        |
| ----- | ---------------------------------------------------------------------- | ------------------------------------- | -------------- |
| 2011  | Kamen Rider OOO Wonderful: The Shogun and the 21 Core Medals           | Gentaro Kisaragi / Kamen Rider Fourze | Caméo          |
| 2011  | Kamen Rider × Kamen Rider Fourze & OOO: Movie War Mega Max             | Gentaro Kisaragi / Kamen Rider Fourze | Rôle principal |
| 2012  | Kamen Rider × Super Sentai: Super Hero Taisen                          | Gentaro Kisaragi / Kamen Rider Fourze |                |
| 2012  | Kamen Rider Fourze, le film : À nous, l'espace !                       | Gentaro Kisaragi / Kamen Rider Fourze | Rôle principal |
| 2012  | In the Future, When I Am Executed                                      | Yukio Asao                            | Rôle principal |
| 2012  | Kamen Rider × Kamen Rider Wizard & Fourze: Movie War Ultimatum         | Gentaro Kisaragi / Kamen Rider Fourze | Rôle principal |
| 2013  | Kamen Rider × Super Sentai × Space Sheriff: Super Hero Taisen Z        | Gentaro Kisaragi / Kamen Rider Fourze | Doublage       |
| 2013  | Library Wars                                                           | Hikaru Tezuka                         |                |
| 2013  | Enoshima Prism                                                         | Shūta Jōgasaki                        | Rôle principal |
| 2014  | Détective Conan : Le Sniper dimensionnel                               | Kevin Yoshino                         | Doublage       |
| 2014  | Say "I Love You"                                                       | Yamato Kurosawa                       | Rôle principal |
| 2014  | In the Hero                                                            | Ryo Ichinose                          |                |
| 2014  | Kamisama no iu tōri                                                    | Shun Takahata                         | Rôle principal |
| 2015  | Strobe Edge                                                            | Ren Ichinose                          | Rôle principal |
| 2015  | Library Wars: The Last Mission                                         | Hikaru Tezuka                         |                |
| 2016  | My Tomorrow, Your Yesterday                                            | Takatoshi Minamiyama                  | Rôle principal |
| 2017  | To Each His Own                                                        | Yamamoto                              | Rôle principal |
| 2017  | Kamen Rider Heisei Generations Final: Build & Ex-Aid with Legend Rider | Gentaro Kisaragi / Kamen Rider Fourze |                |
| 2017  | Blade of the Immortal                                                  | Kagehisa Anotsu                       |                |
| 2018  | Laughing Under the Clouds                                              | Tenka Kumō                            | Rôle principal |
| 2018  | Bleach                                                                 | Ichigo Kurosaki                       | Rôle principal |
| 2018  | The Travelling Cat Chronicles                                          | Satoru Miyawaki                       | Rôle principal |
| 2018  | Laplace's Witch                                                        | Kento Amakasu                         |                |
| 2019  | The Fable                                                              | Hood                                  |                |
| 2020  | Kaiji: Final Game                                                      | Kōsuke Takakura                       |                |
| 2024  | The Women in the Lakes                                                 | Keisuke Hamanaka                      | Rôle principal |

## Récompenses
| Année | Cérémonie                             | Catégorie(s)                                              | Œuvres concernées                                    | Résultat | Ref.   |
| ----- | ------------------------------------- | --------------------------------------------------------- | ---------------------------------------------------- | -------- | ------ |
| 2014  | 38ème Cérémonie du Elan d'or          | Révélation de l'année                                     | /                                                    | Lauréat  | [ 9 ]  |
| 2015  | 38ème Cérémonie du Japan Academy Film | Révélation de l'année                                     | Say "I Love You" ; In the Hero ; Kamisama no iu tōri | Lauréat  | [ 10 ] |
| 2019  | 7ème Cérémonie des Japan Action       | Meilleur acteur dans un film d'action / Prix d'excellence | Bleach ; Laughing Under the Clouds                   | Lauréat  | ,      |